# Wladimir Román
Wladimir Alejandro Román Miquel (15 de abril de 1975) es un abogado y político chileno, miembro de la Unión Demócrata Independiente (UDI). Fue intendente de la Región de O'Higgins entre 2012 y 2014.

## Biografía
Egresó de la carrera de derecho de la Universidad de Talca, titulándose en 2003. En 2008 obtiene un diplomado en Reforma Procesal Laboral, en la Universidad Andrés Bello. En 2020 obtiene diplomado en Derecho Ambiental en la Universidad de Los Andes y durante 2022 diplomado en Derecho Urbanístico en la misma casa de estudios.
En el año 2022 obtiene el grado de Magíster en Derecho Ambiental en la Universidad del Desarrollo.
En el año 2003 fue abogado auditor del Banco Estado en Rancagua y San Vicente. También fue abogado de la Corporación de Asistencia Judicial de Santa Cruz los años 2005 y 2007.
Durante el período del año 2006 al 2009 se desempeñó como abogado de la Confederación Nacional de Transporte Mayor Público de pasajeros, y entre los años 2006 y 2008 fue abogado de la Federación de Transportes de Rancagua.
Se desempeñó como asesor jurídico del departamento social de la Municipalidad de Nancagua entre 2002 y 2009. Ejerció igual posición en el departamento social de la municipalidad de Constitución, entre agosto y octubre de 2004; y en la Central Unitaria de Trabajadores, provincia de Colchagua, entre 2003 y 2005.
Es asociado a la Autopista del Maipo, Aseguradora Cruz del Sur e Interamericana de Seguros. Es integrante del Estudio Jurídico Barrios y Román.
En la actualidad ejerce como abogado particular principalmente en áreas del Derecho Administrativo Ambiental y Urbanístico.

## Carrera política
Román Miquel asume el cargo de Seremi de Transportes y Telecomunicaciones, el 11 de marzo de 2010 y luego se desempeña como Seremi de Vivienda y Urbanismo, cargo que asumió desde el 2 de noviembre del 2011, hasta su asunción como intendente de la Región de O'Higgins el 16 de noviembre de 2012, cuando Patricio Rey Sommer dejó el cargo.
Le sucedió en la posición Morín Contreras Concha, quien fue designada en el cargo por la presidenta Michelle Bachelet, el 11 de marzo de 2014.
En 2014 asumió como presidente regional de la UDI en O'Higgins, sin embargo en 2016, al finalizar su mandato, decidió no repostular al cargo, y posteriormente, renunció al partido. Inicio entonces un acercamiento a Evopoli, planeando competir como candidato de dicho partido en las elecciones parlamentarias de 2017 por el nuevo distrito 15.

### Acusación de abuso sexual
El 14 de junio de 2019 se llevó a cabo el control de detención del exintendente Wladimir Román por presunto abuso sexual en contra de una trabajadora del casino Monticello de la ciudad de San Francisco de Mostazal. Según las informaciones, Román fue detenido luego de que la víctima señalara que él la habría rozado con su mano cuando le entregó un trago. No obstante lo anterior se logró acreditar que no existió voluntad ni ánimo lascivo pues no vio a la denunciante qué pasó por su costado mientras él se encontraba de frente, la denuncia fue retirada y él proceso fue suspendido condicionalmente con acuerdo de las partes.